# أندرو إم. ديفيس
أندرو إم. ديفيس (بالإنجليزية: Andrew M. Davis)‏ هو عالم فلك أمريكي، ولد في 18 مايو 1950.